# Bweremana
Bweremana (Bweremane) est un village du territoire de Masisi, au Nord-Kivu, en République démocratique du Congo. Il est situé au bord du lac Kivu, à 4 kilomètres (2,5 mi) au nord de Minova par la route nationale 2,,,.

## Services et infrastructures
Bweremana est le Chef-Lieu de la Chefferie des Bahunde. Les infrastructures qui y sont situées sont :  
- Bureau Administratif de la Chefferie des Bahunde où se situent les sièges de l'entité Territorial décentralisé Bahunde,
- Le Centre de Santé de Bweremana qui offre les soins de santé aux habitants de Bweremana,
- La Sous-Division de l'EPST de Bweremana ce qui gère le secteur de l'éducation dans les Groupements Mupfunyi/Shanga et Mupfunyi/Karuba,
- Trois écoles primaires à savoir : EP MITEETSO une école conventionnée catholique, EP NGERERO une école non conventionnée et l'EP NWEREMANA une école conventionnée islamique,
- Une école secondaire, L'INSTITUT BWEREMANA qui organise 5 sections : Pédagogie Générale, Technique sociale, Agronomie generale, Veterinaire et Commerciale et Gestionn

Il y a aussi un marché, le Marché centrale de Bweremana qui est situé à la limite entre le Nord et le Sud-Kivu. 
Nous y trouvons aussi un gite érigé par la Chefferie qui offre un cadre de logement aux visiteurs.

## Économie
L'économie de Bweremana est faite par les activités socio-économiques et l'agriculture. La culture qui fait la fierté de Bweremana est la culture des bananes plantains. Ces bananes sont écoulées dans des marchés locaux et d'autres sont évacuées vers Bukavu et Goma.